# Treveon Graham
Treveon Graham (ur. 8 października 1993 w Waszyngtonie) – amerykański koszykarz, występujący na pozycji rzucającego obrońcy.
30 lipca 2018 został zawodnikiem Brooklyn Nets.
7 lipca 2019 trafił do Golden State Warriors. Dzień później został zawodnikiem Minnesoty Timberwolves.
16 stycznia 2020 został wytransferowany wraz z Jeffem Teaguem do Atlanty Hawks, w zamian za Allena Crabbe. 3 grudnia dołączył do obozu treningowego Milwaukee Bucks. 19 grudnia opuścił klub.

## Osiągnięcia
Stan na 20 grudnia 2020, na podstawie, o ile nie zaznaczono inaczej.
NCAA
- Uczestnik:
  - rundy 32 turnieju NCAA (2012, 2013)
  - turnieju NCAA (2012–2015)
- Mistrz turnieju konferencji Atlantic 10 (2012, 2015)
- MVP turnieju:
  - Atlantic 10 (2015)[8]
  - Portsmouth Invitational (2015)
- Zaliczony do:
  - I składu:
    - Atlantic 10 (2014, 2015)
    - turnieju Atlantic 10 (2014, 2015)

  - II składu Atlantic 10 (2013)

Reprezentacja
- Uczestnik uniwersjady (2013 – 9. miejsce)